# European Institute for E-Learning
El European Institute for e-Learning (EIfEL) es un asociación francesa independiente sin ánimo de lucro que busca promover la formación continua, a la vez que el diálogo en torno al aprendizaje– entre organizaciones, comunidades e individuos. EIfEL está centrada en desarrollar herramientas, marcos de trabajo y comunidades que mejoren sus competencias en educación, sus aprendizajes y el desarrollo de sus recursos humanos. Actualmente, los miembros de EIfEl incluyen organizaciones de enseñanza, organizaciones regionales y autoridades locales, organismos institucionales, universidades, organismos profesionales, consultores y empresas privadas.
Uno de los principales objetivos del European Institute for e-Learning (EIfEL) es simplificar a las personas la tarea de compartir información acerca de su formación y trayectoria laboral. Central a este esfuerzo resulta el portfolio digital, contando con un software de desarrollo propio: el proyecto del curriculum vitae universal, una herramienta que permite la gestión personal y el intercambio digital de información educativa y de referencia.